# Aurelius Respectus síremléke
Aurelius Respectus római segédlégiós síremléke Pilisvörösvár területéről került elő. A sírjel egy itt megtelepedett kelta (eraviszkusz) származású segédlégiósnak és családjának állít emléket. Ma Balatonszemesen található.

## A síremlék adatai

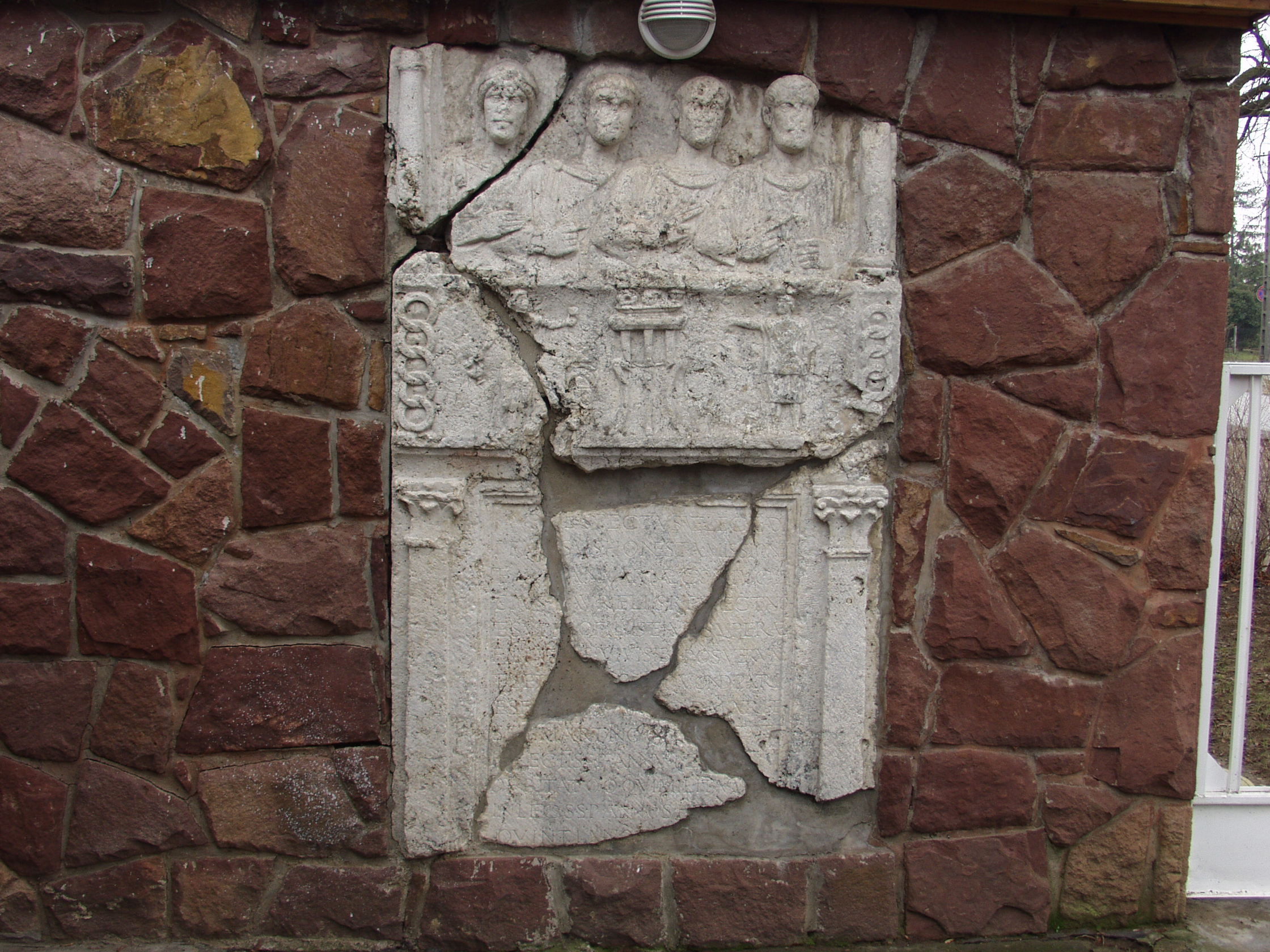
Aurelius Respectus síremléke Balatonszemesen

| Magassága            | 205-210 cm                                           |
| Szélessége           | 130-135 cm                                           |
| Anyaga               | mészkő                                               |
| Bánya                |                                                      |
| Alkotója             | vélhetően aquincumi mester                           |
| Készítésének ideje   | Caracalla császár uralkodása idején (188-217.)       |
| Feltárásának ideje   | 18. század (?)                                       |
| Feltárásának helye   | Pilisvörösvár, Karátsonyi-liget (Szabadságliget) (?) |
| Feltárás utáni helye | Pilisvörösvár, plébániatemplom déli fala             |
| Mai helye            | Balatonszemes, Árnyas fasor 1.                       |
| Jelenlegi tulajdonos | magántulajdonban                                     |

## A síremlék leírása
A hiányzó oromzat (timpanon)

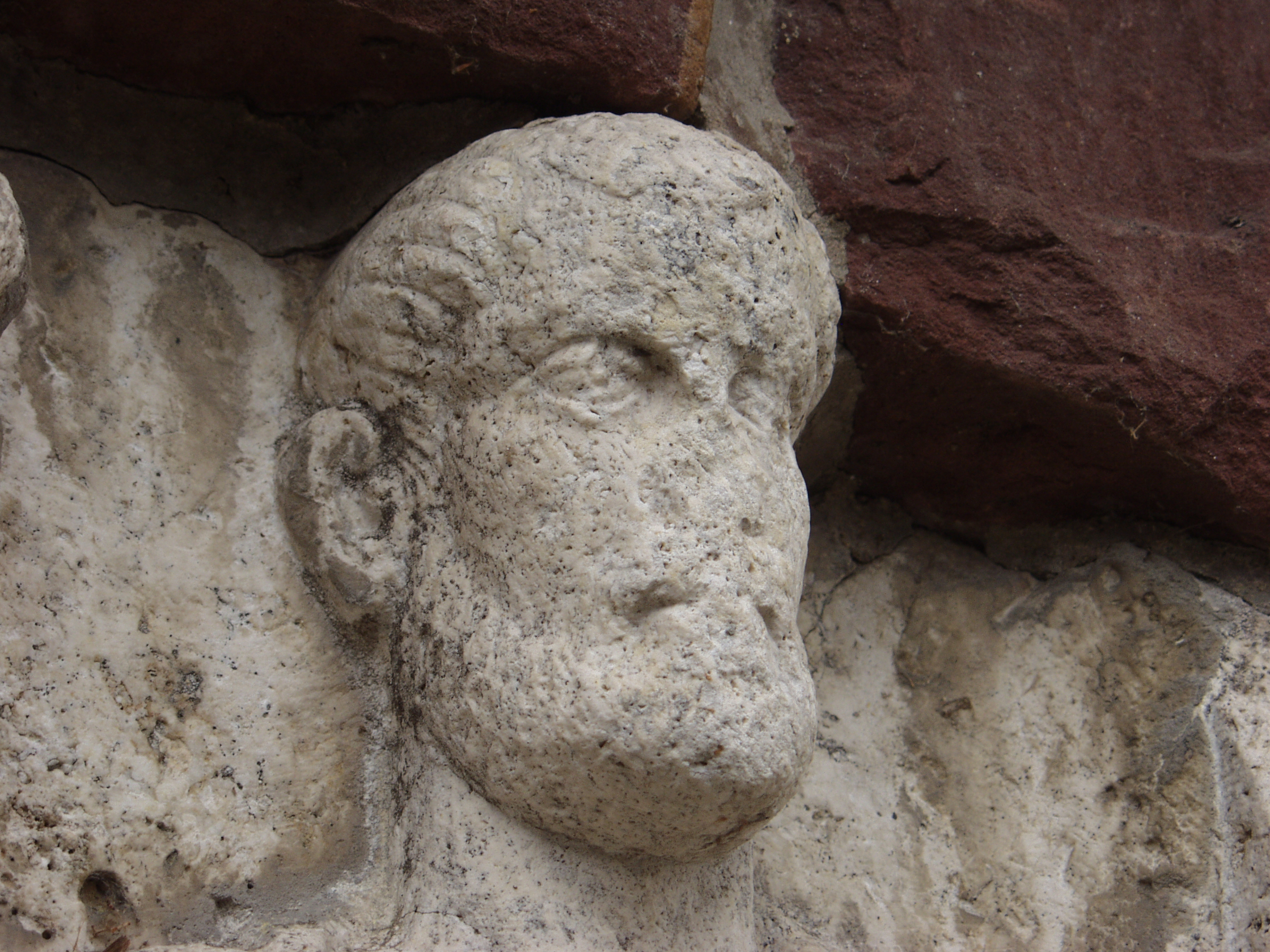
Aurelius Respectus római segédlégiós

A sztélé teteje – a kor síremlékeihez hasonlóan – timpanonszerű kialakítású volt. A timpanonszerű oromzat már akkor sem volt meg, amikor a sírkövet beépítették a vörösvári plébániatemplom déli falába. (Fogarasy-Fetter Mihály helytörténeti kutató szerint ez a 18. század elején történt.)
A négyalakos dombormű (Aurelius Respectus és családja)
A sírkő felső negyedében egy dombormű látható négy szembe néző alakkal, akiket derékig faragott ki az egykori mester.
A szorosan egymás mellett lévő alakok az összetartozást, a család összetartó erejét fejezik ki. A mozdulatok a családfő felé irányulnak. Csak az ő felső teste látható teljes egészében, a családtagok vállukat szorosan egymásnak vetve, egymás testmelegét érezve mögötte helyezkednek el, fejük kissé balra dől, mintegy elismerve a családfő jogait és oltalmazó hatalmát. A középső domborműalakok, a veterán katona fiai mutatóujjukkal a családfőre mutatnak.
Bárhonnan is nézzük az emlékművet, tekintetünk a kompozíció erővonalait követve azon a papírtekercsen állapodik meg, amelyet a hajdani legionárius tart a kezében. Az oklevéllel a császár a kiöregedett, obsitos katonának 25 évi szolgálata jutalmaként a római polgárjoggal együtt földet és megélhetését biztosított.
Az asszony – a család férfi tagjaival ellentétben – kelta (eraviszkusz) ruhát hord. Különösen szembetűnő a turbánszerű kelta fejfedő. A családfő nagy valószínűséggel szintén a kelta eraviszkusz törzs tagjaként látta meg a napvilágot (ezen a vidéken főleg ez a törzs telepedett meg abban a korban), de ő már kevésbé őrzi a kelta a hagyományokat.
A kétalakos dombormű (áldozati jelenet)
A családot ábrázoló dombormű alatt két kisebb alakot láthatunk áldozati jelenetben. Bal oldalt szolgálólány korsót tart a jobb kezében, a bal kezében pedig telt poharat, amit a jobb oldali férfi alaknak nyújt. Közöttük helyezkedik el a jellegzetes háromlábú áldozati asztal (tripos).
A feliratos rész

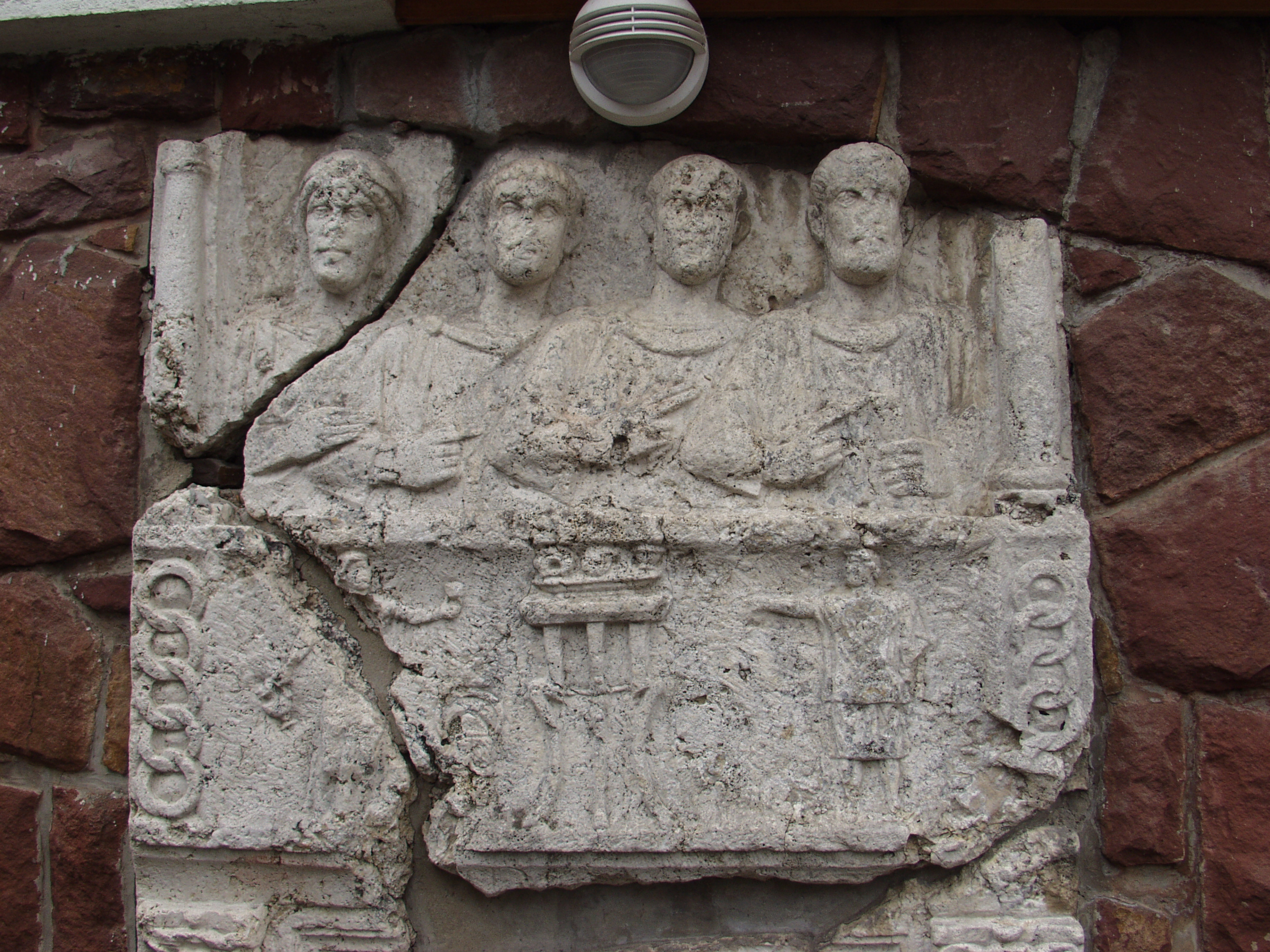
A síremlék felső, négyalakos része

A sírkő erősen sérült, töredezett alsó felében, ma már alig kibetűzhetően találjuk a sírfeliratot, a jellegzetes római capitalis betűkkel felvésve:
D M
AVR RESPECTVS VET LEG II AD
P F MISSVS HONESTA MISSIONE
ET AVR IANVARIAE CONIVGI
EIVS ET AVRELIIS RESPECTIANO
ET SVPERO FILIIS ET AVR SVPERAE
FILIAE [ ]VS VIVI SIBI POSVERVNT
ET SEPT IA[ ]RIO QVOND PATRI
ET SEPT QVIN[ ]AE [ ]ND MATRI ET
SEP[ ] MARTINO Q QVI [ ]TAVIT
IN LEG II S S P F ANIV I ET [ ]T
DVBITATO Q QVI MILITAVI[ ]
IN LEG II S S P F ANNOS III [ ]
QVINTIANO [ ]
Kiegészítve:

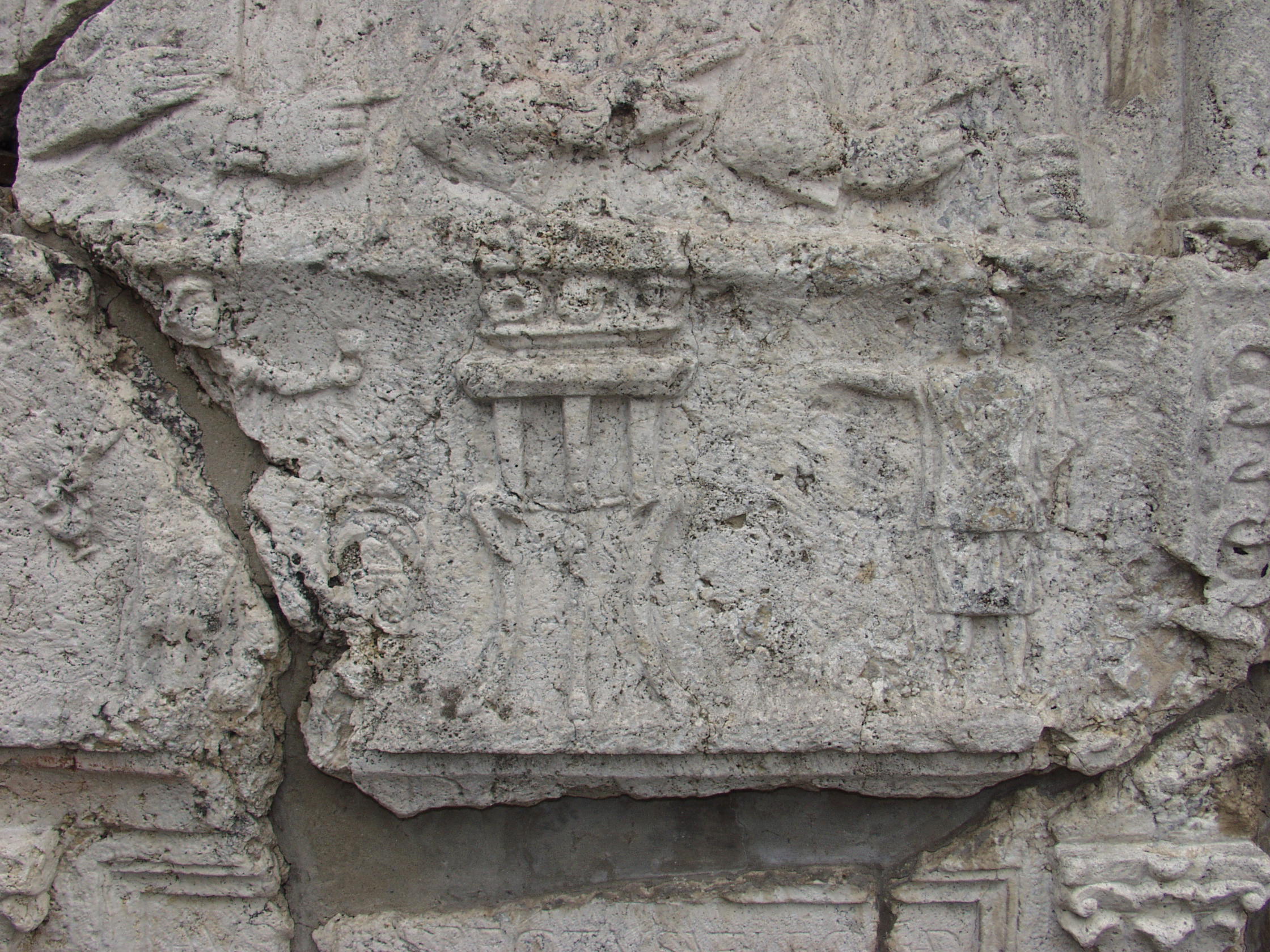
Az áldozati jelenet

D(is) M(anibus) / Aur(elius) Respectus vet(eranus) leg(ionis) II ad(iutricis) / p(iae) f(idelis) missus honesta missione / et Aur(eliae) Ianuariae coniugi / eius et Aureliis Respectiano / et Supero filiis et Aur(eliae) Superae / filiae [ei]us vivi sibi posuerunt / et Sept(imio) Ia[nua]rio quond(am) patri / et Sept(imiae) Quin[t]ae(?) [quo]nd(am) matri et / Sep[t(imio)] Martino q(uondam) qui [mili]tavit / in leg(ione) II s(upra) s(cripta) p(ia) f(ideli) an<n>u(m) I et [Sep]t(imio) / Dubitato q(uondam) qui militavi[t] / in leg(ione) II s(upra) s(cripta) p(ia) f(ideli) annos III [et Sept(imio)] / Quintiano [---] / [------?
Magyar fordítása:
Aurelius Respectus a második „hű és engedelmes" jelzővel kitüntetett „segéd"-légió veteránja, akit szabályos elbocsátásban részesítettek és Aurelia Ianuaria felesége és fiai Arelius Respectianus és Super és lánya Aurelia életükben állították ezt a sírkövet maguknak, néhai atyjuknak és Septimus...-nak, néhai atyjuknak és Septima...-nak, néhai anyjuknak és Septimus Martinusnak ... stb.
(A dombormű feliratának magyar fordítása Mócsy András professzortól, az ELTE Régészeti Tanszék vezetőjétől származik.)

## A síremlék története

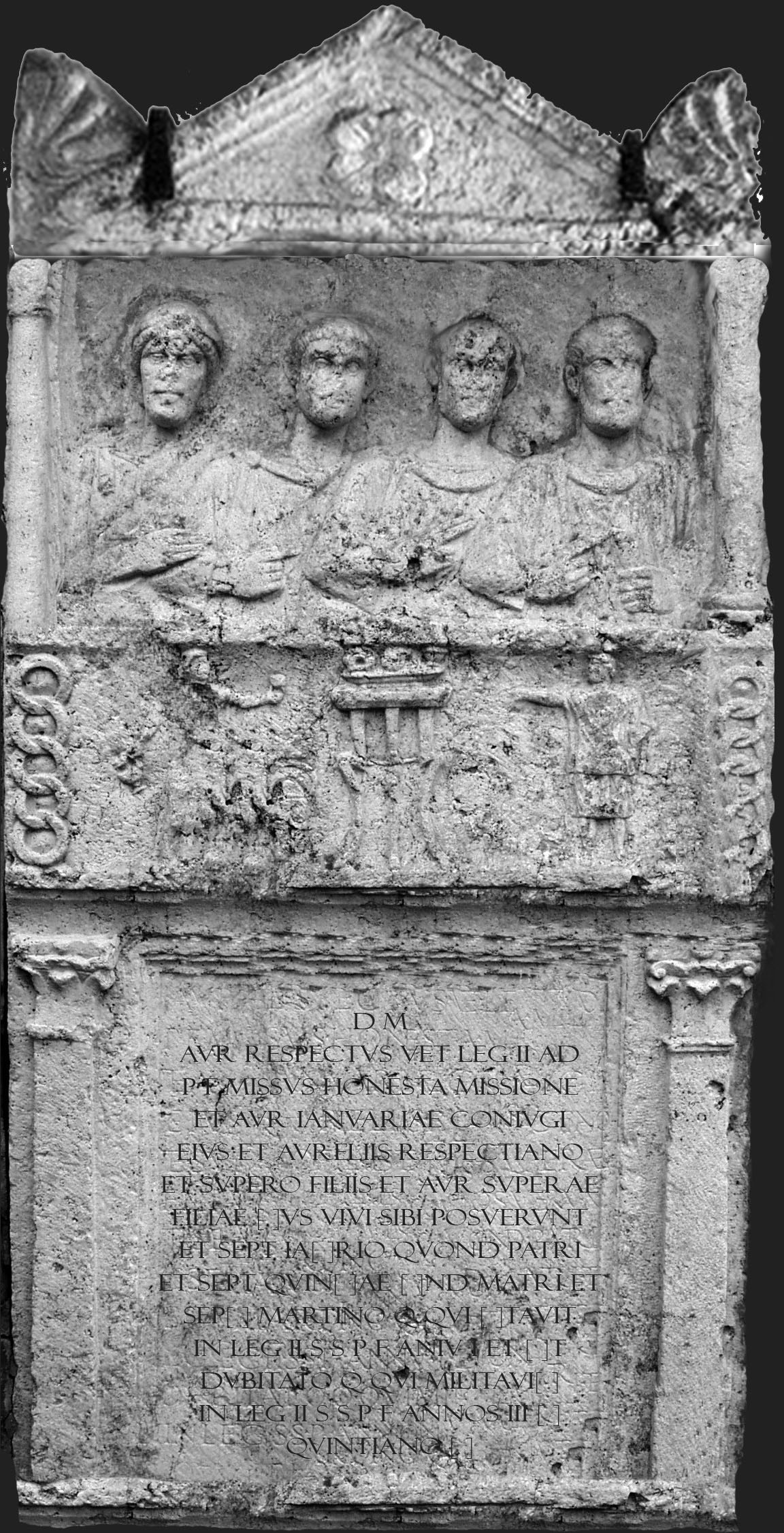
Így nézhetett ki hajdanán a síremlék – Fogarasy Attila rekonstrukciója

A sírkő valószínűleg a szabadságligeti egykori római segédtáborból származik. Vélhetően a 18. század elején beépítették a Nagyboldogasszony plébániatemplom déli falába. „Miután a vörösvári templom renoválása után (a falakat 1 méterrel emelték és a tetejét domborúvá képezték) a sírkő eltűnt, senki nem kereste, és senki sem tudta, hová tűnt. A renoválás 1932-ben és 1933-ban történt."
A síremlék feltalálásáról így ír Fogarasy-Fetter Mihály helytörténeti kutató: „Sok utánjárás után Reöthy Ferenc helytörténeti kutatótól (Balatonszemes, Toldi u. 6.) tudtam meg, hogy a keresett dombormű Balatonszemesen, az Árnyas fasor 1. sz. alatt, a Vegyipari Szakszervezet Gyermeküdülőjének kertfalába van beépítve. Feliratát közölték többek között: Corpus Inscriptionum Latinarum III. kötetében 10569(=3627) szám alatt. Fényképét a Budapest Régiségei XIV. kötet (1945) 168. oldalán, az azóta elhunyt Nagy Lajos közölte, de azt nem, hogyan került a sírkő Pilisvörösvárról Balatonszemesre. Mócsy András, a Régészeti Tanszék vezetője azt írta 1968. augusztus 30-án, hogy nem lehet tudni, mikor és mi módon került a sírkő Pilisvörösvárról Balatonszemesre, de „gyakran előfordul, hogy tehetősebb emberek kertjükben máshonnan összehordott római köveket állítanak fel, s így Bogsch Árpád is gyűjtői szenvedélyből vagy sznobizmusból hozatta el Pilisvörösvárról."
A rendszerváltozás után az Árnyas fasor 1. sz. alatti ingatlant – a sírkővel együtt –  megvásárolta egy vállalkozó. Ma wellness hotel üzemel az egykori gyermeküdülő helyén. Az elmúlt két évtized alatt több kísérlet is történt arra, hogy a város visszavásárolja a műkincset, ám a tárgyalások nem hoztak eredményt.

## Katalógusok a síremlékről
A vörösvári sírkövet számon tartja a tudományos világ. Több világkatalógusban is szerepel:
- Corpus Inscriptionum Latinarum (röv.: CIL – latin feliratok gyűjteménye) III. kötet, 10569. és 3627. sz. alatt. (A CIL felöleli a római feliratok szinte teljes egészét. Az első kötetét Theodor Mommsen kezdte el szerkeszteni 1853-ban. A gyűjtemény jelenleg mintegy 30 000 címszót tartalmaz, és folyamatosan bővül. Magyarországi munkacsoportja is működik. A CIL online elérhetősége: http://cil.bbaw.de/cil_en/index_en.html Archiválva 2010. április 8-i dátummal a Wayback Machine-ben.)
- Epigraphic Database Heidelberg HD031726. sz. alatt; Online: http://edh-www.adw.uni-heidelberg.de/edh/inschrift/HD031726
- Ubi erat lupa (Römische Steindenkmäler) Nr. 3139 alatt. Online: http://www.ubi-erat-lupa.org/monument.php?id=3139
- Die römischen Inschriften Ungarns (RIU) 6. kötet („Das Territorium von Aquincum, die Civitas Eraviscorum und die Limesstrecke Matrica–Annamatia und das Territorium von Gorsium.“) 1305. sz. alatt

## Leírások, szakirodalmi említések

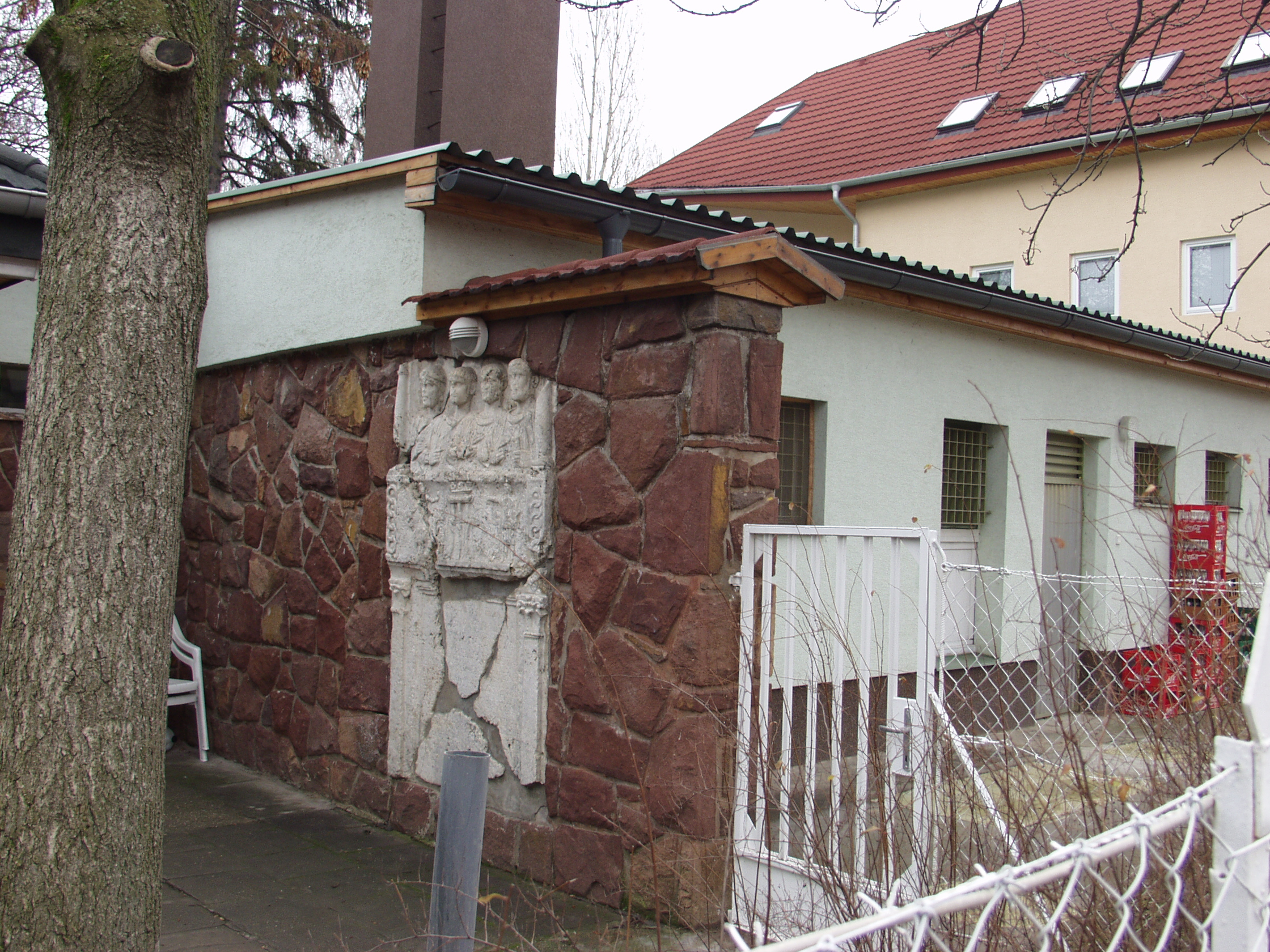
A síremlék Balatonszemesen, az Árnyas fasor 1. sz. alatt

- L. Barkóczi, A. Mócsy: Die römische Inschriften Ungarns, Budapest-Amsterdam, 1972. 1305. sz. alatt
- Jahrbuch des Römisch-Germanischen Zentralmuseums 53 · 2006. O. Stoll · Legionäre, Frauen, Militärfamilien 320-321. old.
- Budapest Régiségei XIV. kötet (1945). Nagy Lajos: Egy pincelelet az aquincumi polgárvárosban. A pannóniai agyag világítótornyocskák kérdése c. tanulmányban (168. old.):

„Viharlámpást látunk egy négyszemélyes családi sírkövön, mely Vörösváron került elő s a róm. kat. plébánia falába falazták be. A sajátos, összefonott lánccal határolt keskeny képmezőben a megrakott tripos felé baloldalt szolgálóleány poharat nyújt, jobbjában bronzkancsót tart. A leány és a tripos között (…) lanternához hasonló tárgyat látunk. A teste, sajnos, megrongált, de látható, hogy kúp alakú fedője volt. A tartólánc félkörben veszi körül a fedőt. Jobboldalt egy kinyújtott karú camillust láthatunk. A sírkövet Aur(elius) (R)espectus vet (eranus) leg(ionis) II ad(iutricis) p(iae) f(idelis) és családtagjai állíttatták. Jellegzetes portréi és egész felépítése a sírkövet a Kr. u. II. és III. század fordulójára datálták. (9. kép.) Nagy Lajos közli a síremlék fényképét is. A képen a síremlék még épebb állapotban volt.
- Ottományi Katalin: A római kor emlékei Pest megyében (őslakosság, településszerkezet, temetkezés, vallás, betelepített barbárok):

„Gyakori eset, hogy csak a 2. század végi, vagy 3. század eleji bennszülött származású tulajdonost ismerjük név szerint, pedig a birtoka valószínűleg korábban is bennszülött tulajdonban volt, pl. Budakalász (Septimius Avvo), Pilisvörösvár (Aurelius Respectus). Ez utóbbi helyről bennszülött ruhás női sírkő is előkerült, (egy 3. századi villa területén) név nélkül, valamint a környéken két kelta-római telep (21/5, 11. lh.) található.”

## További szakirodalom
- Alföldy, Géza: Epigraphica Pannonica I. Inschriften aus der näheren Umgebung von Aquincum. In: ZPE 140, 2002. S. 266 f. Nr. 5
- Alföldy, Géza: Zu neuen Inschriften aus Aquincum. In: Epigraphische Studien 4, 1967. S. 57 A. 31

## Külső hivatkozások
- Europeana
- Peller családfa
- Temetők könyve